# Dihelus granulosus
Dihelus granulosus är en stekelart som beskrevs av Gupta 1979. Dihelus granulosus ingår i släktet Dihelus och familjen brokparasitsteklar. Inga underarter finns listade i Catalogue of Life.